# اما بنینو
اما بُنینو (به ایتالیایی: Emma Bonino) سیاستمدار ایتالیایی است که از ۲۸ آوریل ۲۰۱۳ وزیر امور خارجه بوده است. او از رهبران رادیکال‌های ایتالیا است، حزبی با شعار "liberale, liberista e libertario".
(liberista به معنای لیبرال اقتصادی یا دارای دغدغه‌های اخلاقی، با پیوندهای ایدئولوژیک با چپ تاریخی - لیبرالیسم در معنای آمریکایی؛ libertario به معنای نوعی از لیبرترینیسم تاریخی است) او دز ۱۹۷۲ از دانشگاه بوکونی در میلان در زبان‌ها و ادبیات مدرن دانش‌آموخته شد.

## بحث حجاب هنگام بازدید از ایران
اوایل بهمن‌ماه ۱۳۹۲ برخی از منابع خبری، به نقل از جهان نیوز، مدعی شدند که اما بنینو هنگام بازدید از ایران در ژانویه ۲۰۱۴ مایل به استفاده از حجاب نبوده است و پس از نشستن هواپیمای حامل بنینو، وی اصرار داشته که فقط بدون حجاب حاضر است وارد ایران شود؛ اما مسئولان وزارت امور خارجه ایران پس از کسب تکلیف از محمدجواد ظریف، وزیر خارجه ایران، به بنینو یادآور شده‌اند که رعایت حجاب بخشی از پروتکل‌های تشریفاتی برای دیپلمات‌های زن در ایران است و در صورت نپذیرفتن آن، همه قرارهای بنینو لغو خواهد شد. رسانه‌های گزارش‌دهنده در ادامه مدعی شدند که بنینو پس از تماس تلفنی با ایتالیا از داخل هواپیما، با اکراه روسری به سر کرده و از هواپیما بیرون می‌آید. ۱۱ بهمن ۱۳۹۲، وب‌گاه خبری خرداد با انتشار عکسی، گزارش داد که وزیر خارجه ایتالیا بدون حجاب از هواپیما در تهران خارج شده‌است. در تصویری که وزارت امور خارجه ایتالیا در تارنمای رسمی خود منتشر کرد، نشان می‌دهد بنینو و یکی دیگر از زنان ایتالیایی همراه او بدون روسری وارد فرودگاه شده‌اند و بنینو تا هتل محل اقامتش نیز روسری نگذاشته است.